# BKCP-Powerplus/Saison 2015
Dieser Artikel listet Erfolge und Fahrer des Radsportteams BKCP-Powerplus in der Saison 2015 auf.

## Erfolge im Cyclocross 2014/2015
| Datum        | Rennen                                                    | Kat. | Fahrer               |
| ------------ | --------------------------------------------------------- | ---- | -------------------- |
| 5. Oktober   | Superprestige Gieten, Gieten                              | C1   | Mathieu van der Poel |
| 29. November | Cyclocross International Podbrezová, Podbrezová           | C2   | Vincent Baestaens    |
| 30. November | Tage des Querfeldeinsports, Ternitz                       | C2   | Vincent Baestaens    |
| 7. Dezember  | Giro d’Italia Cross, Rossano Veneto                       | C2   | Vincent Baestaens    |
| 8. Dezember  | Ciclocross del Ponte, Faè di Oderzo                       | C2   | Vincent Baestaens    |
| 14. Dezember | Scheldecross, Antwerpen                                   | C1   | Mathieu van der Poel |
| 17. Dezember | Cyclocross van het Waasland, Sint-Niklaas                 | C2   | Mathieu van der Poel |
| 26. Dezember | Grand-Prix GEBA, Differdange                              | C2   | Vincent Baestaens    |
| 28. Dezember | Superprestige Diegem, Diegem                              | C1   | Mathieu van der Poel |
| 1. Januar    | Grand Prix Hotel Threeland, Pétange                       | C2   | David van der Poel   |
| 2. Januar    | Radquer Bussnang, Bussnang                                | C1   | David van der Poel   |
| 4. Januar    | Soudal Cyclocross, Leuven                                 | C1   | Mathieu van der Poel |
| 10. Januar   | Tschechische Meisterschaft, Slaný                         | CN   | Adam Ťoupalík        |
| 11. Januar   | Niederländische Meisterschaft, Veldhoven                  | CN   | Mathieu van der Poel |
| 25. Januar   | UCI-Weltcup, Hoogerheide                                  | CDM  | Mathieu van der Poel |
| 7. Februar   | bpost bank Trofee – Krawatencross, Lille                  | C1   | Mathieu van der Poel |
| 8. Februar   | Superprestige Hoogstraten, Hoogstraten                    | C1   | Mathieu van der Poel |
| 21. Februar  | Boels Classic Internationale Cyclo-cross Heerlen, Heerlen | C1   | Mathieu van der Poel |

## Zugänge – Abgänge
| Zugänge                   | Team 2014 | Abgänge                     | Team 2015    |
| ------------------------- | --------- | --------------------------- | ------------ |
| Stijn Caluwe              | Neoprofi  | Niels Albert                | Karriereende |
| Adam Ťoupalík             | Neoprofi  | Lubomír Petruš (bis 06.05.) | Unbekannt    |
| Michael Boroš (ab 07.05.) | Neoprofi  |                             |              |

## Mannschaft
| Name                 | Geburtstag         | Nationalität |
| -------------------- | ------------------ | ------------ |
| Vincent Baestaens    | 18. Juni 1989      | Belgien      |
| Michael Boroš        | 9. August 1992     | Tschechien   |
| Wietse Bosmans       | 30. Dezember 1991  | Belgien      |
| Stijn Caluwe         | 29. Januar 1996    | Belgien      |
| Daan Hoeyberghs      | 18. September 1994 | Belgien      |
| David van der Poel   | 15. Juni 1992      | Niederlande  |
| Mathieu van der Poel | 19. Januar 1995    | Niederlande  |
| Adam Ťoupalík        | 9. Mai 1996        | Tschechien   |
| Philipp Walsleben    | 19. November 1987  | Deutschland  |
| Toon Wouters         | 21. November 1994  | Niederlande  |